# Basílica de Constantí de Trèveris
La Basílica de Constantí de Trèveris (Konstantinsbasilika en alemany), anomenada també Aula Palatina, és una construcció de maons de planta rectangular, datada l'any 310 i situada a la ciutat de Trèveris, Alemanya. Al seu origen era una aula (o galeria coberta) romana i té la sala més extensa que hagi arribat als temps moderns des de l'antiguitat clàssica. L'espai interior de l'edifici fa 67 m de llarg, 27,5 m d'amplada (és a dir 225×92  peus romans) i 30 metres d'altura. Presenta un gran absis semicircular, que allotjava el tron de l'emperador romà.
El 1986, la basílica de Constantí, així com d'altres monuments romans que es conserven a Trèveris i a la regió, s'inscriu en la llista de Patrimoni de la Humanitat per la UNESCO, dins del conjunt denominat Monuments Romans de Trèveris (Porta Nigra, Amfiteatre de Trèveris, basílica de Constantí, Barbarathermen, pont romà de Trèveris, termes imperials i columna d'Igel), catedral de Trèveris i església de Nostra Senyora de Trèveris.

## Història
La basílica, construïda a començaments del segle iv, servia com a saló del tron de Constantí I el Gran. Es va equipar interiorment amb paraments de marbre i amb nínxols que allotjaven efígies també de marbre. Tenia un sistema de calefacció que escalfava el terra i les parets. La mida i el luxe dels seus edificis servien als romans per demostrar la seva grandesa.
És impossible datar amb precisió la construcció de la basílica. El que és cert és que es va construir amb les pedres d'edificis més antics, i que no constituïa un edifici aïllat, sinó que a l'Antiguitat tardana formava part del recinte del palau imperial: els vestigis dels edificis adjacents es van posar al descobert als anys vuitanta i són avui visibles.

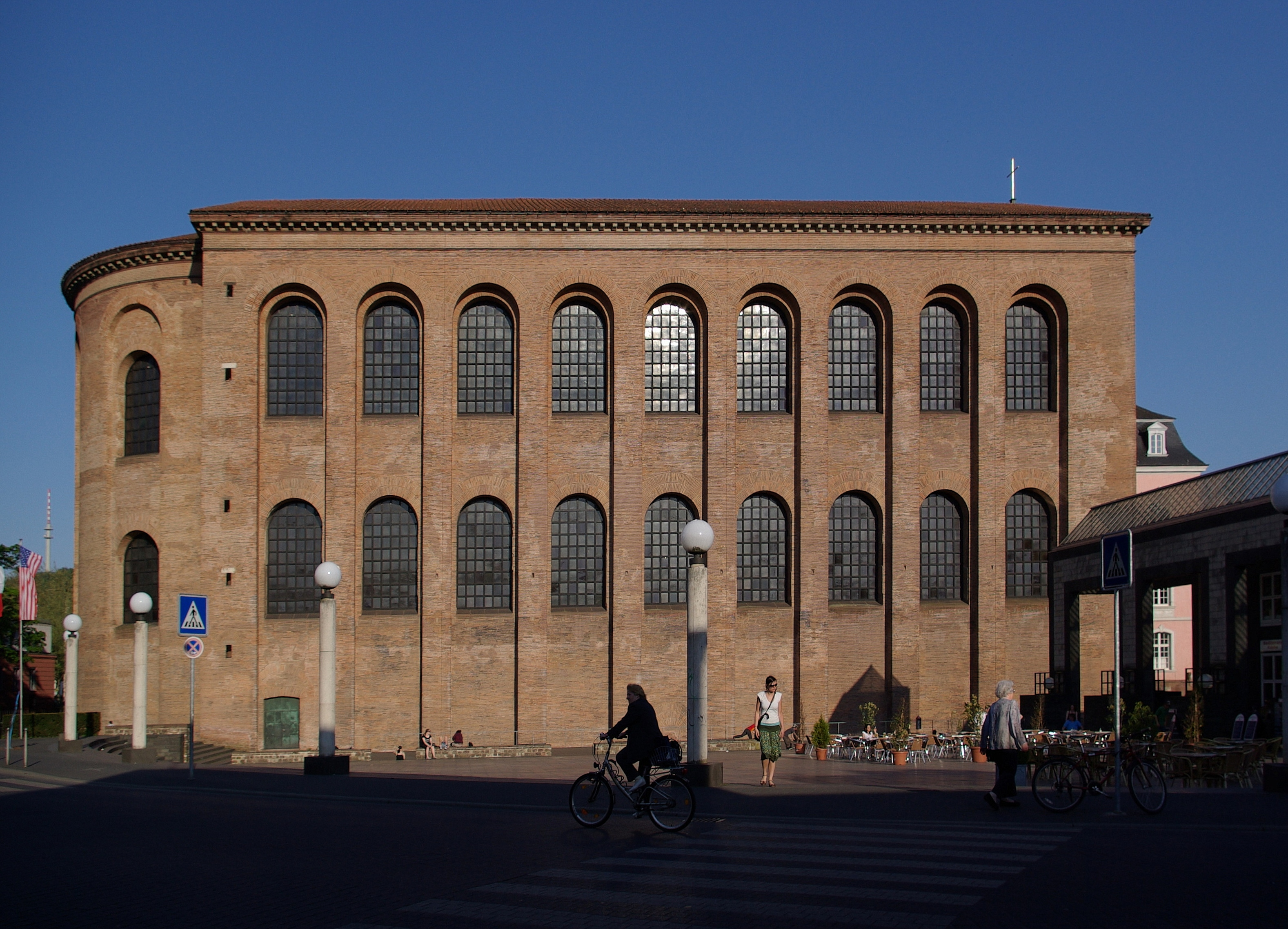
Basílica de Constantí

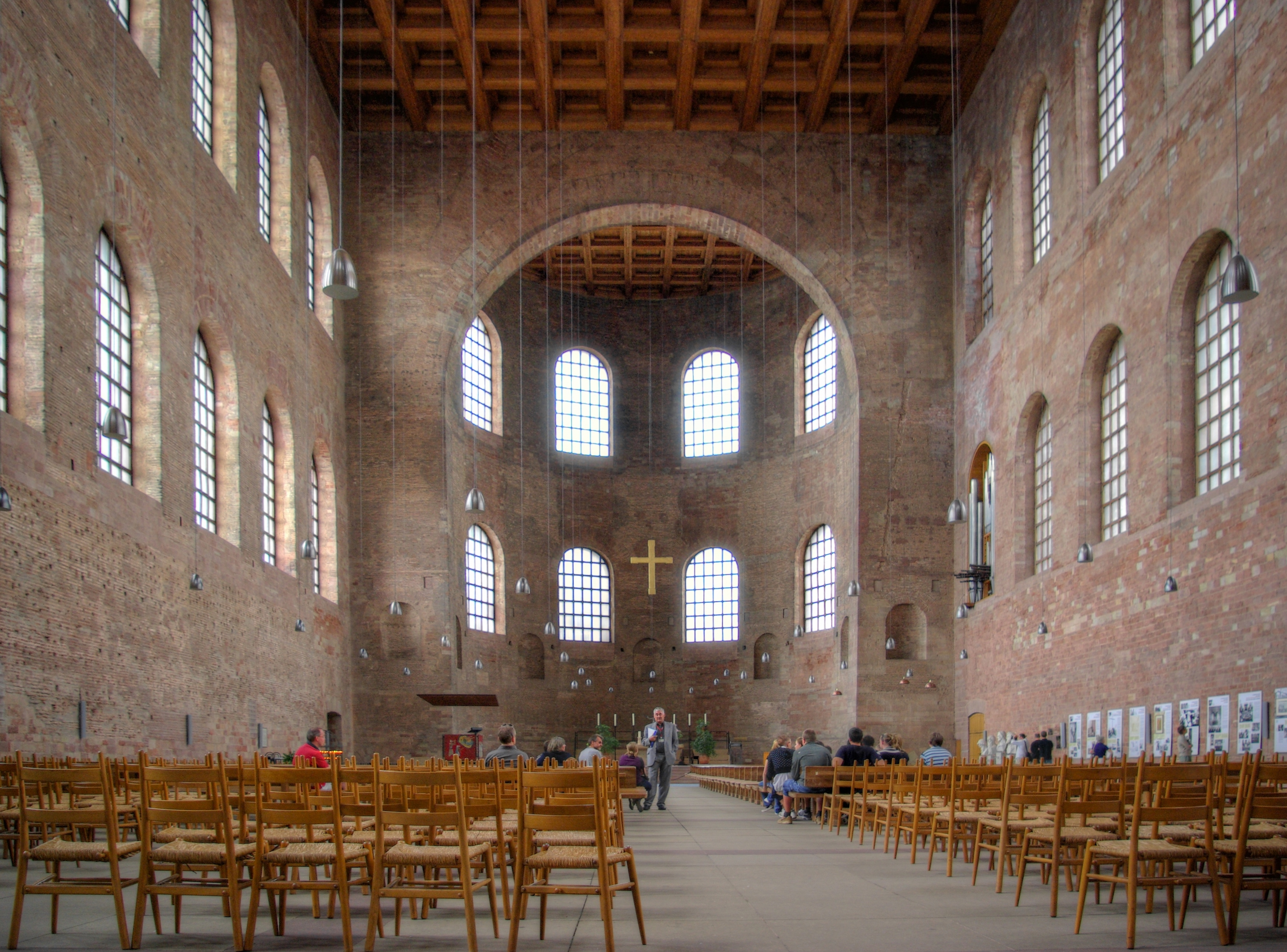
Vista actual de l'espai interior

L'aspecte actual de la basílica no recorda l'arquitectura d'origen, ja que en aquella època els maons estaven coberts de guix. Alguns rastres d'aquest arrebossat original així com algunes característiques antigues es van conservar a l'altura de les obertures de les finestres.
La calefacció d'aquesta gegantina part estava garantida pel següent dispositiu: sota un terra doble que funciona com a hipocaust es trobaven cinc calderes, d'on s'elevava l'aire calent tant per convecció entre els dos terres com per darrere el recobriment de marbre que revestia les parets. Així el terra no era l'única superfície que escalfava. L'evacuació de l'aire calent s'efectuava per les obertures a la part superior de l'edifici i de passada escalfava les parets, les quals servien a la pràctica de radiadors.
Després dels saquejos soferts pels pobles germànics, l'edifici va ser gairebé destruït. El sostre probablement es va esfondrar a l'edat mitjana; a partir de 1008 les parets es van reconvertir plaça forta. En conseqüència, el complex va servir de residència principesca als arquebisbes de Trèveris. Al segle xii, l'absis va ser transformat en torre per a allotjar l'arquebisbe, i amb aquest aspecte es va mantenir fins prop de l'any 1600.
Al segle xvii, l'Aula Palatina va passar a ser utilitzada com a palau, quan l'arquebisbe Lothar von Metternich va fer construir el seu palau principesc adossat a la basílica a començaments del segle xvii. Per a fer-ho, la paret est va ser parcialment demolida i també la meridional, mentre que la resta es va integrar directament en el nou palau. En els períodes napoleònic i prussià, el lloc va servir d'allotjament militar. El rei Frederic Guillem IV de Prússia va ordenar la seva reconstrucció, tornant a l'arquitectura romana original segons una reconstrucció de coronel Carl Schnitzler (1846-1856).
El 1856 va ser consagrada «per a l'eternitat» al culte protestant i des d'aleshores compleix la funció de temple dedicat a Sant Salvador, encara que va continuar sent propietat de l'Estat Federat de Renània-Palatinat. A la fi del segle xix, l'escultor Gustav Kaupert de Fráncfort va realitzar cinc estàtues per a la basílica, representant Jesucrist i els Evangelistes. D'aquestes estàtues només queden avui dia els caps.
L'edifici va cremar per complet el 1944. La reconstrucció es va fer després de la guerra voluntàriament amb molta prudència. Per a la reconstrucció, solament els maons de paraments aparents es van utilitzar per als murs interiors, reconstruïts amb un aire històric al segle xix.